# Агга
Агга или Акка — царь (лугаль) древнего шумерского города Киша, правивший в XXVII веке до н. э.
Последний представитель I династии Киша. Все доступные нам источники, упоминающие имя Агги («Царский список», эпическая поэма «Гильгамеш и Агга», «Туммальская надпись») однозначно утверждают, что Агга был сыном предыдущего царя Эн-Мебарагеси. Все эти источники относятся к более позднему времени, современных Агги надписей не сохранилось. «Туммальская надпись» упоминает Аггу как строителя в Ниппурском святилище, в частности он там отстроил Туммаль — храм Нинлиль божественной супруги Энлиля.
Эпическая поэма «Гильгамеш и Агга» рассказывает, как Агга через послов потребовал от правителя города Урукa знаменитого Гильгамешa, который на то время находился в подчинённом к Кишу отношениях, участия в предпринятых кишским правителем ирригационных работах. Гильгамеш отказался, тогда Агга перешёл к прямым военным действиям и осадил Урук. В ходе этой осады Агга потерпел поражение и был пленён Гильгамешем. Однако по неясным причинам Гильгамеш обошёлся милостиво с пленённым и отпустил Аггу на свободу.
Хотя «Царский список» повествует, что во время правления Агги Киш был повержен в сражении и общешумерский престол был перенесён в Эану (то есть в «Дом Ана» — храм бога неба Ана (аккад. Ану) в Уруке), ставя по времени после I династии Киша I династию Урука. Затем он говорит, что после I династии Урука следовала I династия Ура. Однако уже поэма «Гильгамеш и Агга» объявляет этих двух царей современниками, а «Туммальская надпись» идёт ещё дальше, записывая в современники к ним ещё и царей I династии Ура Месанепаду и его сына Мескиангнуну. И именно Месанепада отвоевал у Агги священный город Ниппур и чинил там разрушения в ходе боевых действий. В ходе этих событий становится понятной милостивая политика Гильгамеша по отношению к поверженному Агге, ему было выгоднее в его лице иметь союзника против могущественного царя Ура.
«Царский список» приписывает Агге, как и всем ранним шумерским царям, неестественно долгое правление в 625 лет.
| I династия Киша               |                                   |             |
| Предшественник: Эн-Мебарагеси | правитель Киша XXVII век до н. э. | Преемник: — |